# Tears Are Not Enough
Tears Are Not Enough (littéralement « Les larmes ne suffisent pas ») est une chanson enregistrée en février 1985 par le supergroupe canadien Northern Lights, afin de lever des fonds pour combattre la famine qui frappe l'Éthiopie de 1983 à 1985. 
Il s’agit de l’un des nombreux singles enregistrés par plusieurs artistes entre décembre 1984 et avril 1985, d'abord avec les précurseurs Bob Geldof et Midge Ure qui mirent sur pied le projet Band Aid et la chanson Do They Know It's Christmas? au Royaume-Uni, USA for Africa avec We Are the World aux États-Unis mené par Michael Jackson et Quincy Jones, Hermanos par un supergroupe de chanteurs latino-américains et espagnols avec Cantaré, cantarás (littéralement (Je chanterai, tu chanteras)), Chanteurs sans frontières en France avec SOS Éthiopie écrite par Renaud sur une musique de Franck Langolff, et finalement Fondation Québec-Afrique avec Les yeux de la faim aux Québec.

## Interprètes
- Gordon Lightfoot
- Burton Cummings
- Anne Murray
- Joni Mitchell
- Dan Hill
- Neil Young
- Bryan Adams
- Corey Hart
- Bruce Cockburn
- Geddy Lee (Rush)
- Mike Reno (Loverboy)
- Liberty Silver
- Carroll Baker
- Ronnie Hawkins
- Murray McLauchlan
- Véronique Béliveau
- Robert Charlebois
- Claude Dubois
- Donny Gerrard (Skylark)
- Alfie Zappacosta
- Lisa Dalbello
- Carole Pope (Rough Trade)
- Paul Hyde (The Payola$)
- Salome Bey
- Mark Holmes (Platinum Blonde)
- Lorraine Segato (The Parachute Club)
- Liona Boyd
- John Candy
- Tom Cochrane (Red Rider)
- Tommy Hunter
- Martha Johnson
- Eugene Levy
- Dean McTaggart (The Arrows)
- Frank Mills
- Kim Mitchell
- Bruce Murray
- Oscar Peterson
- Paul Shaffer
- Graham Shaw
- Jane Siberry
- Leroy Sibbles
- Ian Thomas
- Sylvia Tyson
- Barry Harris
- Catherine O'Hara
- Andy Kim
- Wayne St. John
- Brian Good (The Good Brothers)
- Colina Phillips
- Gordon Deppe (Spoons)
- Richard Manuel (The Band)
- Marc Jordan
- Aldo Nova
- Robin Duke
- Sharon Lee Williams

### Chanteurs solo (dans l'ordre)
- Gordon Lightfoot
- Burton Cummings
- Anne Murray
- Joni Mitchell
- Dan Collins
- Neil Young
- Bryan Adams
- Corey Hart
- Bruce Cockburn
- Geddy Lee (Rush)
- Mike Reno (Loverboy)

### Duos/Trios
- Mike Reno (Loverboy) avec Liberty Silver
- Carroll Baker, Ronnie Hawkins et Murray McLauchlan
- Véronique Béliveau, Robert Charlebois et Claude Dubois (en français)
- Bryan Adams avec Donny Gerrard (Skylark)
- Alfie Zappacosta avec Lisa Dal Bello
- Carole Pope (Rough Trade) et Paul Hyde (The Payola$)
- Salome Bey, Mark Holmes (Platinum Blonde) et Lorraine Segato (The Parachute Club)

### Chœur
- Liona Boyd
- Jean Bonbon
- Tom Cochrane
- Tommy Hunter
- Martha Johnson
- Eugène Lévy
- Dean McTaggart
- Frank Mills
- Kim Mitchell
- Bruce Murray
- Oscar Peterson
- Paul Shaffer
- Graham Shaw
- Jane Siberry
- Leroy Frères
- Ian Thomas
- Sylvia Tyson
- Barry Harris
- Catherine O'Hara
- Andy Kim
- Wayne St. John
- Brian Good (The Good Brothers)
- Colina Phillips
- Gordon Deppe
- Richard Manuel (The Band)
- Marc Jordan
- Aldo Nova
- Robin Duke
- Sharon Lee Williams

### Musiciens
- David Foster - Claviers, Producteur
- Paul Dean (Loverboy) - Guitare
- David Sinclair (Straight Lines- Guitare acoustique
- Doug Johnson (Loverboy) - Synthétiseur
- Steven Denroche - cor
- Jim Vallance - Batterie, ingénieur, producteur associé
- Hayward Parrott - Ingénieur
- Geoff Turner - Ingénieur
- Bob Rock - Ingénieur
- Humberto Gatica - Ingénieur mixing